# خانيك (غناباد)
خانيك (بالفارسية: خانیک) هي مستوطنة تقع في قسم كاخك الريفي في إيران. يقدر عدد سكانها بـ 350 نسمة .